# Taiwan Mobile

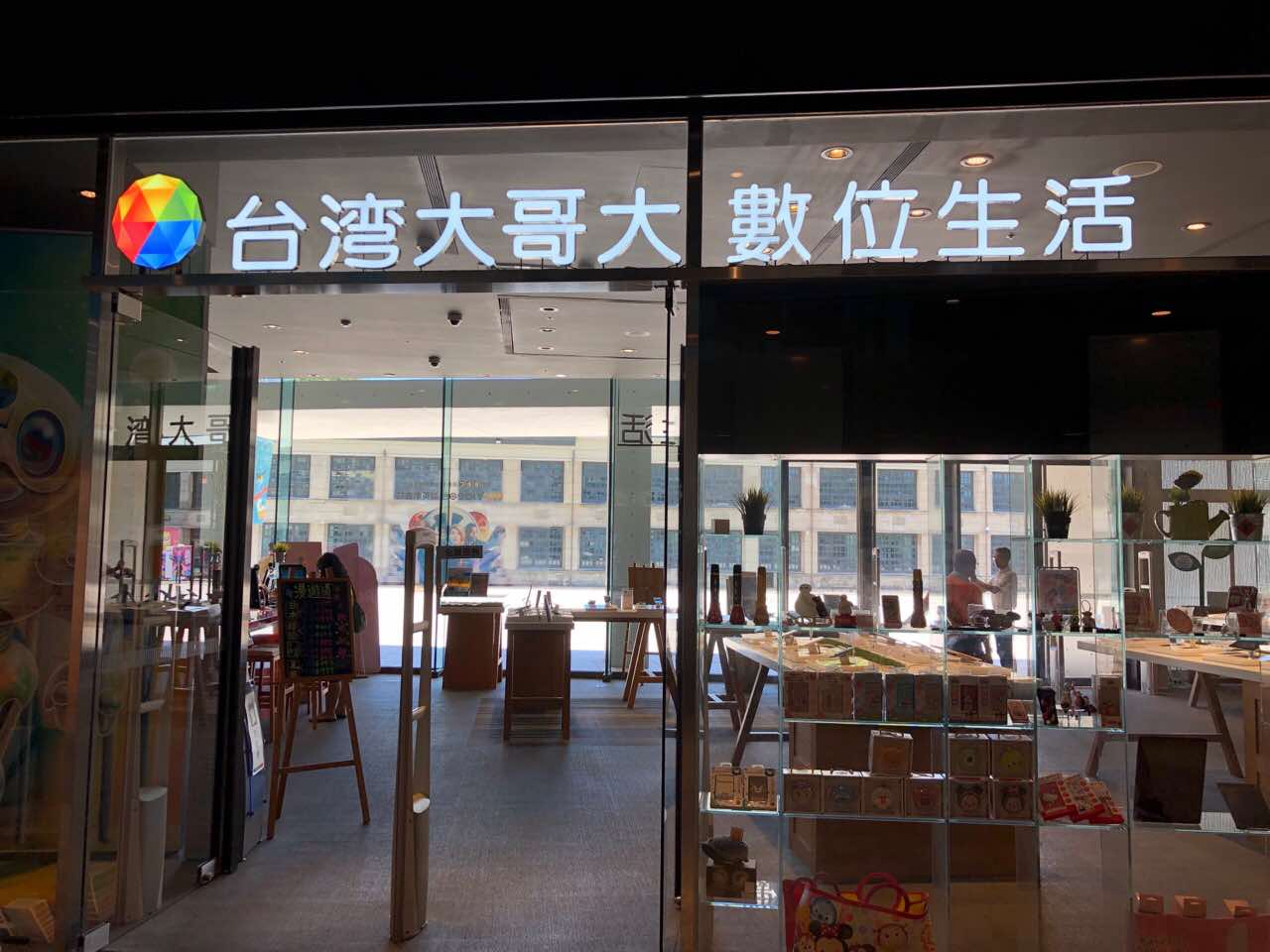
Cửa hàng myfone của Taiwan Mobile

Taiwan Mobile (tiếng Trung: 台灣大哥大; bính âm: Táiwān Dàgēdà) là một nhà mạng di động có trụ sở tại Taiwan. Nó là nhầ mạng lớn thứ hai Đài Loan, sau Chunghwa Telecom.

## Lịch sử
Taiwan Mobile bắt đầu như một phần của việc thoái vốn chiến lược khỏi Pacific Electric Wire & Cable Co. Ltd đã không còn tồn tại (lúc đó được niêm yết trên sàn giao dịch chứng khoán chính của Đài Loan). PEWC bắt đầu liên doanh viễn thông của họ đầu tiên bằng cách trở thành cổ đông (5%) của Iridium LLC năm 1994, và khoản đầu tư này đặt họ vào vị thế cao nhưng cùng kèm rủi ro cao, sau chiến thắng chiến lược trong giấy phép PCS của Hồng Kông vào năm 1995 và sau đó được triển khai như  P Plus Communications tại Hồng Kông. PEWC cũng đã thực hiện nhiều nỗ lực phát triển kinh doanh và đấu thầu trong các giấy phép không dây khác nhau ở Trung Quốc, Việt Nam, Singapore, Indonesia và Philippines. Cuối cùng, công ty đã trở lại Đài Loan để đấu thầu các giấy phép khác nhau được tự do hóa vào năm 1996 và 1997. Taiwan Mobile hiện cũng đã mua cổ phần tại Taiwan Fixed Network.
Taiwan Mobile trước đây có tên là Pacific Cellular Corporation (太平洋電信事業股份有限公司; PCC)trong khi công ty nắm giữ cổ phần đầu tư tại Hồng Kông có tên là PEWC Telecommunications Co. Ltd nắm giữ khoản đầu tư vào P-Plus Communications Ltd. PEWC, PCC, Pacific Iridiumlà một phần của danh mục đầu tư viễn thông tổng thể. Công ty cũng đã đầu tư vào nhiều doanh nghiệp viễn thông và internet khác nhau và đã thực hiện một loạt các vụ sáp nhập và mua lại với một công ty phân phối bán lẻ, một công ty CRM và một công ty kỹ thuật nhận được hợp đồng gia công từ các công ty điện thoại và di động kết hợp. Công ty đã sáp nhập vào tháng 12 năm 2023 với Taiwan Star Telecomđể mở rộng mạng di động 5G của họ và thậm chí phát triển về mức tiêu thụ năng lượng xanh trong truyền thông.
Logo của Taiwan Mobile ngày nay có nhiều màu sắc hơn nhưng vẫn mang hình dáng của trạm thu phát vệ tinh ban đầu của Iridium với hình lục giác. Logo cũ trước đây toàn màu đỏ và có màu đỏ kế thừa từ  Pacific Electric Wire & Cable Co., Ltd (太平洋電線電纜股份有限公司; PEWC) hiện đã không còn tồn tại.